# Urosalpinx sperata
Urosalpinx sperata is een slakkensoort uit de familie van de Muricidae. De wetenschappelijke naam van de soort is voor het eerst geldig gepubliceerd in 1921 door Cossmann.